# Pennsylvania Ballet
Le Ballet de Pennsylvanie (Pennsylvania Ballet) est une compagnie de ballet basée à Philadelphie, en Pennsylvanie. Il fut créé en 1963 par la danseuse de ballet Barbara Weisberger. La compagnie est devenue une institution régionale importante à l'échelle régionale, et a donné sa première représentation à New York en 1968. Depuis, le ballet a fait son apparition dans le spectacle Dance in America diffusé sur le réseau PBS. Entre 1987 et 1989, le ballet de Pennsylvanie et le ballet du Milwaukee se réunirent. Plus récemment, en 2006, la compagnie a été désignée pour participer au Fall for Dance Festival, un festival visant à promouvoir tous les types de dance représenté chaque année au New York City Center.